# Masters à l'épée

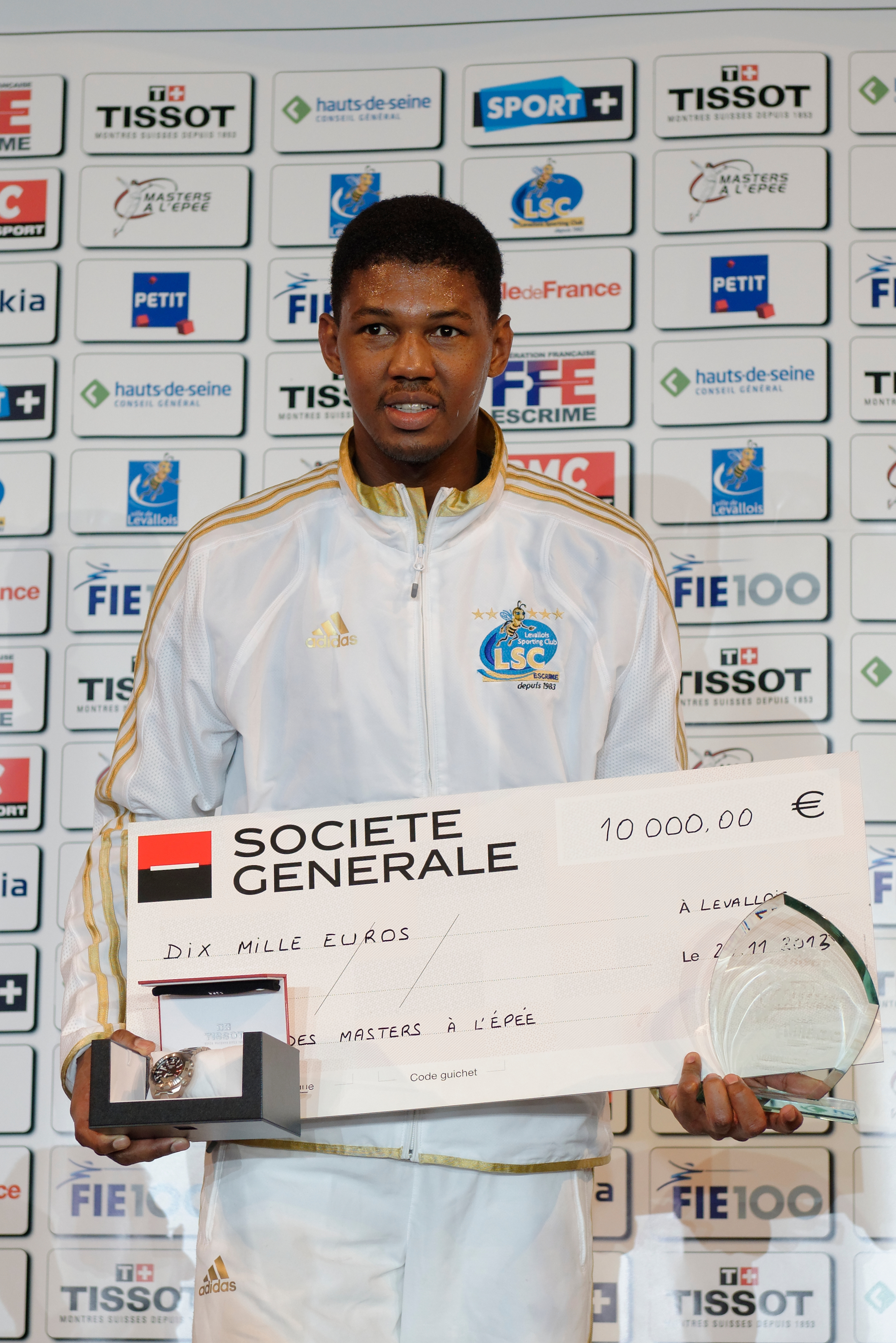
Ulrich Robeiri, vainqueur des Masters à l'épée 2013

Les Masters à l'épée sont une compétition d'escrime qui a lieu tous les ans à Levallois en France. Créée en 2005 à l'initiative de Frédéric Delpla, champion olympique d'épée aux Jeux olympiques de Séoul en 1988, cette compétition s'inspire des Masters series de tennis en regroupant les huit meilleur(e)s athlètes du moment. Elle est soutenue par la Fédération internationale d'escrime (FIE).

## Règlement
Malgré le soutien de la FIE, les Masters à l'épée ne comptent pas dans le classement international établi par cette dernière. L'organisateur est donc totalement indépendant quant au déroulement de la compétition. Ainsi, certaines règles visant à démocratiser ce sport sont adoptées, contrairement aux compétitions officielles.

### Mode de qualification
Les huit tireurs ou tireuses qualifiés pour cette épreuve sont :
- le champion ou la championne olympique en titre ;
- le ou la championne du monde en titre ;
- les 5 premiers ou premières du classement FIE actualisé ;
- l'épéiste du Levallois Sporting Club le mieux classé au classement actualisé de la FIE.

### La Maskcam

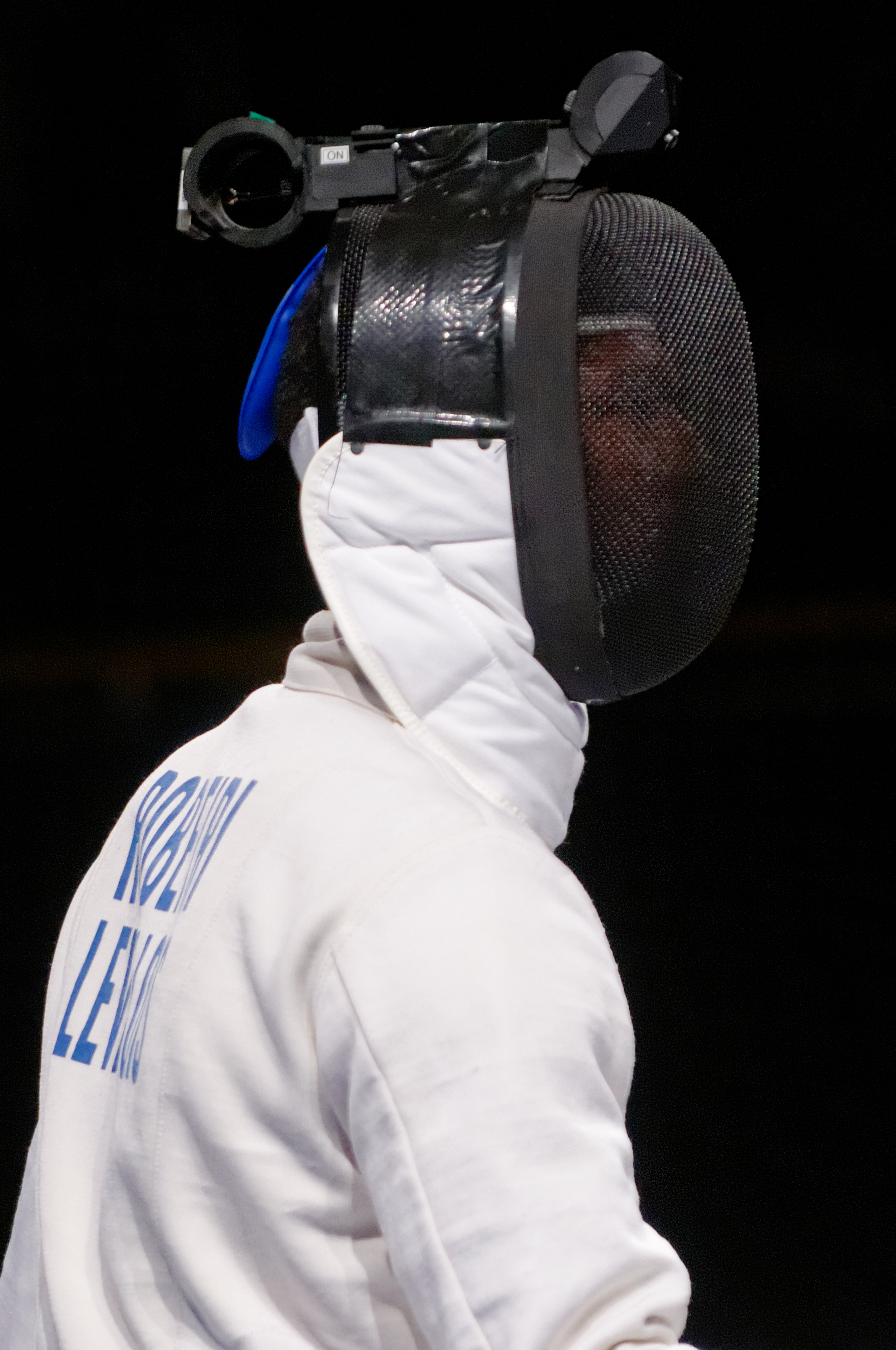
Ulrich Robeiri portant la Maskcam aux Masters 2012

Les escrimeurs participant aux Masters à l'épée doivent porter pendant les matchs la « Maskcam », une caméra embarquée miniature fixée sur le haut du masque qui permet aux spectateurs et téléspectateurs de voir des images ralenties comme s'ils étaient sur la piste face à l’adversaire. Ce dispositif améliore la lisibilité des actions et la compréhension des mouvements techniques de l'escrime. La caméra a été mise au point par les équipes de production audiovisuelle de Levallois.
Les tenues de couleurs ou portant un design particulier sont autorisées, sous réserve que cela ne nuise pas à l'image de l'escrime.

## Palmarès
Grâce à leur mode de qualification, les Masters à l'épée attirent l'élite de l'épée mondiale comme Laura Flessel-Colovic, Britta Heidemann, Timea Nagy pour les femmes et Fabrice Jeannet, Pavel Kolobkov, Matteo Tagliariol et Krisztian Kulcsar pour les hommes.

### Classements détaillés
| Rang | Nom                   |
| ---- | --------------------- |
| 1.   | Laura Flessel-Colovic |
| 2.   | Danuta Dmowska        |
| 3.   | Sherraine Mackay      |
| 4.   | Hajnalka Kiraly-Picot |
| 5.   | Timea Nagy            |
| 6.   | Imke Duplitzer        |
| 7.   | Anna Sivkova          |
| 8.   | Cristiana Cascioli    |

| Rang | Nom             |
| ---- | --------------- |
| 1.   | Jérôme Jeannet  |
| 2.   | Fabrice Jeannet |
| 3.   | Marcel Fischer  |
| 4.   | Bas Verwijlen   |
| 5.   | Pavel Kolobkov  |
| 6.   | Stefano Carozzo |
| 7.   | Christoph Marik |
| 8.   | Ulrich Robeiri  |

| Rang | Nom                   |
| ---- | --------------------- |
| 1.   | Emese Szasz           |
| 2.   | Imke Duplitzer        |
| 3.   | Adrienn Hormay        |
| 3.   | Oxana Ermakova        |
| 5.   | Timea Nagy            |
| 6.   | Danuta Dmowska        |
| 7.   | Sherraine Mackay      |
| 8.   | Laura Flessel-Colovic |

| Rang | Nom                   |
| ---- | --------------------- |
| 1.   | Laura Flessel-Colovic |
| 2.   | Maureen Nisima        |
| 3.   | Emese Szasz           |
| 3.   | Li Zhang              |
| 5.   | Britta Heidemann      |
| 6.   | Hajnalka Kiraly-Picot |
| 7.   | Tatiana Logounova     |
| 8.   | Claudia Bokel         |

| Rang | Nom                 |
| ---- | ------------------- |
| 1.   | Silvio Fernandez    |
| 2.   | Radosław Zawrotniak |
| 3.   | Matteo Tagliariol   |
| 3.   | Gábor Boczkó        |
| 5.   | Krisztian Kulcsar   |
| 6.   | Michael Kauter      |
| 7.   | Jérôme Jeannet      |
| 8.   | Ulrich Robeiri      |

| Rang | Nom               |
| ---- | ----------------- |
| 1.   | Gábor Boczkó      |
| 2.   | José Luis Abajo   |
| 3.   | Gauthier Grumier  |
| 3.   | Sven Schmid       |
| 5.   | Matteo Tagliariol |
| 6.   | Anton Avdeev      |
| 7.   | Alfredo Rota      |
| 8.   | Jörg Fiedler      |

| Rang | Nom               |
| ---- | ----------------- |
| 1.   | Paolo Pizzo       |
| 2.   | Matteo Tagliariol |
| 3.   | Fabian Kauter     |
| 3.   | Rubén Limardo     |
| 5.   | Jörg Fiedler      |
| 6.   | Géza Imre         |
| 7.   | Bas Verwijlen     |
| 8.   | Gauthier Grumier  |

| Rang | Nom                 |
| ---- | ------------------- |
| 1.   | Nikolai Novosjolov  |
| 2.   | Fabian Kauter       |
| 3.   | Max Heinzer         |
| 3.   | Ulrich Robeiri      |
| 5.   | Jean-Michel Lucenay |
| 6.   | Silvio Fernandez    |
| 7.   | Rubén Limardo       |
| 8.   | Elmir Alimzhanov    |

| Rang | Nom                |
| ---- | ------------------ |
| 1.   | Ulrich Robeiri     |
| 2.   | Jörg Fiedler       |
| 3.   | Alexandre Blaszyck |
| 3.   | Ivan Trevejo       |
| 5.   | Nikolai Novosjolov |
| 6.   | Silvio Fernandez   |
| 7.   | Fabian Kauter      |
| 8.   | Bogdan Nikishin    |